# Verzuiling
Mit Verzuiling (Versäulung) bezeichnet man vor allem in den Niederlanden einen konfessionell oder weltanschaulich begründeten besonderen Partikularismus. Im „versäulten“ sozio-politischen System lebten religiös, sozial und kulturell definierte Gruppen nebeneinanderher und hatten parallele soziale Organisationen (Kirchengemeinden, Bildungsanstalten, Volksbanken, Kammern und andere mehr). In den Niederlanden wird zwischen einer christlich-protestantischen (calvinistischen), einer katholischen, einer sozialistischen und der neutralen oder allgemeinen Säule unterschieden.
Seine Blüte hatte das System in der Zeit von 1920 bis 1970, überstand also auch den Zweiten Weltkrieg unbeschädigt trotz der entgegenstrebenden Bemühungen in der Nachkriegszeit. Die Bevölkerungsgruppen haben in einer Art „freiwilligen Apartheid“ nebeneinander gelebt, um soeverein in eigen kring, „souverän im eigenen Kreise“ (Abraham Kuyper), sein zu können. Die notwendige Zusammenarbeit zwischen den Säulen fand vor allem auf der Ebene der Eliten statt.

## Konfessionelle Wurzeln
Die stark repressive Politik der Habsburger hatte das junge Luthertum aus den Niederlanden ferngehalten, bis in der Folge des Bildersturms (1566) der Calvinismus Fuß fasste und während des Achtzigjährigen Krieges (1568–1648) zur vorherrschenden Konfession wurde. Nach der Vertreibung der Habsburger nahm der „Statthalter“ (also ursprünglich der Vertreter des Monarchen) eine vor allem militärische, aber auch politische Vormachtstellung ein. Die Statthalter aus dem Hause Oranien-Nassau waren wie die Bevölkerungsmehrheit Calvinisten, während die katholischen Gebiete, die den Habsburgern abgerungenen Generalitätslande, wie Kolonien verwaltet wurden. Zudem gab es Strömungen, die sich den Ideen des Humanismus und später der Aufklärung verpflichtet fühlten.
Im 19. Jahrhundert kam es zu einer Spaltung des niederländischen Calvinismus, als sich die Gereformeerde Kerken von der Nederlands-Hervormde Kerk (NH) trennten. Gereformeerd war ursprünglich nur ein anderes Wort für den Niederlandismus hervormd (beides heißt „reformiert“), nun nannten sich so diejenigen, die die NH-Kirche zu wenig streng und rechtgläubig fanden. Innerhalb der quasi staatskirchlichen NH-Kirche blieb der Gereformeerde Bond, der zum Teil strenger als die Gereformeerde Kerken ist, hinzu kommen weitere strenggläubige Gruppen wie die Oud-Gereformeerden. Seit 2004 gibt es die Protestantische Kirche in den Niederlanden, die aber auch nicht alle Gereformeerden zufriedenstellt.

## Konfessionelle Parteibildungen
Ein wichtiger Impuls zur Parteienbildung in den Niederlanden war 1878/79 die Gründung der Anti-Revolutionaire Partij (ARP) des gereformeerden Predigers Abraham Kuyper, der nicht mehr glaubte, dass der Calvinismus weiterhin der ganzen Gesellschaft den Stempel aufdrücken könne. Seine Lösung war eine Abschottung der Rechtgläubigen, um im eigenen Milieu den eigenen Ideen treu zu bleiben. Hiermit fanden sie Zustimmung bei den Katholiken, die sich für sich selbst etwas Ähnliches wünschten. Größter Katalysator dieser verzuiling wurde die Schulfrage, in der 1917 ein Kompromiss zwischen Konfessionellen und Liberalen gefunden wurde. Danach werden die konfessionellen „besonderen“ Schulen (nicht alle „besonderen“ Schulen sind konfessionell) im gleichen Maße wie staatliche Schulen vom Staat finanziert. Im politischen Tauschhandel stimmten die Konfessionellen dafür dem allgemeinen Wahlrecht zu.
In der Christelijk-Historische Unie (CHU) sammelten sich 1908 diejenigen, die weiterhin versuchten, dem ganzen Staat ein calvinistisches Gesicht zu geben. Es ist schwierig, die beiden Parteien ARP und CHU genau voneinander abzugrenzen; antirevolutionär und christlich-historisch waren lange Zeit Synonyme. Auch persönliche Konflikte zwischen den politischen Führern spielten eine Rolle, und da der autoritäre Abraham Kuyper viele Intellektuelle und Honoratioren abschreckte, wurde er mit der ARP schließlich zum Fürsprecher der „kleinen Leute“, gereformeerden Handwerkern und Kaufleuten. In den 1960er Jahren hatte die ARP einen starken sozialen Flügel. Die CHU galt lange als wirtschaftlich konservativer und auch von Adligen dominiert; sie war eher mit der NH-Kirche als mit den Gereformeerde Kerken verbunden.

## Die klassischen Säulen
Dem Pluralismus-Forscher Arend Lijphart zufolge kam es nun zu den folgenden Säulen:
- Der Katholischen Säule gehörten so gut wie ausschließlich die Römisch-Katholischen an. Parteien: Katholieke Volkspartij (KVP), kleinere Splittergruppen wie die KNP.
- Eine Protestantisch-Christliche Säule vereinte neben den Gereformeerden das orthodoxere Drittel der NH-Kirche. Parteien: Vor allem für die Gereformeerden die Anti-Revolutionaire Partij, sonst die Christelijk Historische Unie. Daneben gibt es bis heute kleinere strengreligiöse Parteien wie die Staatkundig Gereformeerde Partij (gegründet 1918) und die ChristenUnie (ein Zusammenschluss älterer Parteien von 2001).
- In der Allgemeinen oder auch Neutralen Säule fanden sich alle onkerkelijken („Unkirchlichen“) und die liberaleren sowie die wenig kirchengebundenen NH-Anhänger wieder, außerdem die übrigen Gläubigen wie Juden, Lutheraner, Baptisten, Remonstranten und andere. Parteien: Die liberalen Parteien wie Volkspartij voor Vrijheid en Democratie und Democraten 66; zum Teil die CHU; sonstige Kleinparteien.
- Manche Darstellungen gliedern aus der Allgemeinen Säule eine Sozialistische Säule der Arbeiter aus, aus sozialen / politischen Gründen. Parteien: Partij van de Arbeid, daneben auch Communistische Partij van Nederland und Pacifistisch Socialistische Partij.

Ein Angehöriger beispielsweise der Katholischen Säule war also ein Niederländer, der KVP wählte, den Katholieke Radio Omroep hörte (später auch im Fernsehen sah) und eine katholische Zeitung las: etwa De Tijd oder De Maasbode, als Arbeiter wahrscheinlich die Volkskrant. Als letzterer schloss er sich einer katholischen Gewerkschaft im katholischen Dachverband NKV an. Seine Kinder besuchten katholische Schulen und danach die katholische Universität in Nimwegen. Auch Freizeitvereine waren nach Säulen getrennt organisiert, vom Sportclub bis zur Esperanto-Vereinigung.

## Kritik am Säulenmodell und Auflösung der „Versäulung“

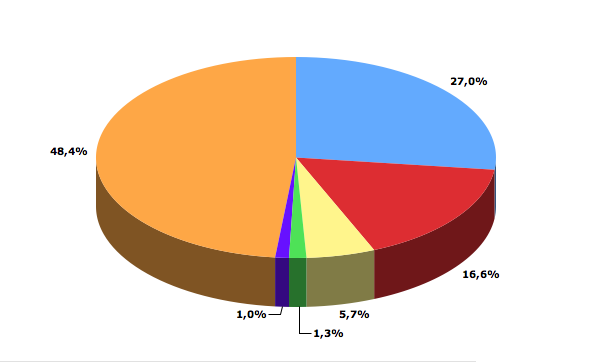
Anteile der Religionen an der Gesamtbevölkerung 2006: orange die Konfessionslosen, blau die Katholiken und danach rot die Protestanten und in gelb die Moslems.

Die maßgebliche Schrift zur Theorie der verzuiling als spezifisch niederländischem Pluralismus stammt von Arend Lijphart (1968), der damals bereits die Auflösung des Systems beschrieb. Mittlerweile gibt es Kritik an seiner Darstellung, beispielsweise von Jan van Putten, der die vierte oder Allgemeine Säule eher für ein ideologisches Konstrukt hält.
Vergleicht man die verzuilung mit dem Partikularismus östlich der Grenze, so findet man in Deutschland ebenfalls katholische und sozialistische Subkulturen oder sozialmoralische Milieus bzw. Gegeneliten (vor allem im Kaiserreich und der Weimarer Republik mit der katholischen Zentrumspartei), weniger jedoch eine „protestantische Säule“. Dies ist vielleicht auf das Luthertum zurückzuführen, das nicht so streng wie die Gereformeerden bzw. die Orthodoxen der NH-Kirche war und daher die Liberalen weniger abgestoßen hat.
Das niederländische System der verzuiling gehört großteils der Vergangenheit an, erklärt aber immer noch einige Phänomene des Parteiensystems wie etwa die beiden kleinen religiösen Parteien, die „Blutgruppen“ (Strömungen, also antirevolutionär, katholisch usw.) im CDA und das Gründungsmotiv von PvdA und Democraten 66 (D66).
Im Zuge der Erosion der früher fest gefügten sozialen und weltanschaulichen Milieus kam es während der letzten Jahrzehnte jedoch zur Gründung zahlreicher neuer Parteien, darunter auch Ein-Thema-Parteien, Regionalparteien und populistische Bewegungen. Die bisher erfolgreichsten neuen Gruppierungen waren die linksliberalen D66, die rechtspopulistische LPF und die linke, früher maoistische SP. Da gesellschaftliche Traditionen und Bindungen weiterhin an Kraft verlieren, kommt es zu einer steigenden Zahl von Wechselwählern.

## Weitere Länder
In Belgien gibt es keine protestantische Säule, dort gibt oder gab es eine katholische Säule, eine sozialistische Säule und eine liberale Säule, die das Land bis in die Nachkriegszeit stark prägte. Inzwischen gibt es vor allem aber eine flämische und eine wallonische Säule, die allerdings mit Ausnahme der Region Brüssel deutlich regional getrennt sind. Siehe dazu Flämisch-wallonischer Konflikt.
Im Libanon hat die sogar verfassungsrechtliche Versäulung den Bürgerkrieg nicht verhindern können. Ämter wie das Staatsoberhaupt oder der Ministerpräsident sind Gruppen wie den Christen oder Sunniten vorbehalten.
In Israel gibt es ein der Verzuiling ähnliches Phänomen, in dem die religiösen Parteien jeweils eigene gesellschaftliche Subsysteme mit zugehörigen Bildungs- und Freizeiteinrichtungen, Arbeiter- und Wirtschaftsverbänden herausgebildet haben.
In Deutschland spricht man traditionell nicht von einer Versäulung, sondern vom Partikularismus. Bei den Wahlen im Kaiserreich (1871–1918) konnte man ein Wahlverhalten feststellen, das ebenfalls drei große Gruppen unterscheiden ließ: bürgerlich-protestantische Parteien, nämlich Konservative, Links- und rechtsliberale, vereinten sich oft gegen einen katholischen oder sozialistischen Kandidaten (wobei zu beachten ist, dass im deutschen Kaiserreich nur Männer wählen durften, denn das Frauenwahlrecht kam erst 1919). Im Gegensatz zu den Niederlanden wurde der Partikularismus in den Jahren nach dem Zweiten Weltkrieg zu einem bedeutsamen Teil bereits überwunden, unter anderem, weil die Aufnahme der Vertriebenen die konfessionelle Durchmischung förderte. Es entwickelte sich ein Zwei- oder Zweieinhalb-Parteien-System, in dem die SPD sich stärker der Mittelklasse öffnete und die CDU/CSU Liberale, Konservative und Nationalisten beider großen Konfessionen zusammenfasste.

In Österreich gibt es, zum Teil bis heute noch, „schwarze“ und „rote“ Parallelorganisationen, z. B. bei Touringclubs (ÖAMTC vs. ARBÖ) oder Sportverbänden (Sportunion vs. ASKÖ). 